# Dendrophagus cygnaei
Dendrophagus cygnaei là một loài bọ cánh cứng trong họ Silvanidae. Loài này được Mannerheim miêu tả khoa học năm 1846.